# Nhóm ngôn ngữ Japonic Bán đảo
Nhóm ngôn ngữ Japonic Bán đảo  là tập hợp các ngôn ngữ Japonic thất truyền từng được nói ở khu vực miền trung và miền nam của bán đảo Triều Tiên  theo phỏng đoán của một số nhà ngôn ngữ dựa trên vết tích trong các văn liệu cổ đại.
Bằng chứng được trích dẫn nhiều nhất xuất hiện ở Quyển 37 của Tam quốc sử ký (soạn năm 1145), trong đó liệt kê cách phát âm và ý nghĩa của nhiều địa danh cũ thuộc vương quốc Cao Câu Ly. Do người soạn sử dụng Hán tự để ký âm tên gọi, việc nghiên cứu đã vấp phải nhiều khó khăn; song một số địa danh ở miền trung Triều Tiên, ở đất phía nam sông Hán chiếm từ tay vương quốc Bách Tế vào thế kỷ thứ 5, dường như có gốc gác Japonic. Tuy vậy chưa rõ liệu đây là bản ngữ của Cao Câu Ly hay dân tộc nằm dưới ách đô hộ của họ.
Một số vết tích lẻ tẻ cũng đã được phát hiện ở miền nam bán đảo Triều Tiên, và trên hòn đảo Jeju thuộc vương quốc Đam La thuở xưa.

## Địa danh trongTam quốc sử ký
Tam quốc sử ký là một sử liệu được viết bằng văn ngôn, thuật lại thời kỳ Tam Quốc trong lịch sử Triều Tiên. Quyển 37 trong đó có liệt kê nhiều địa danh cổ và ý nghĩa của chúng, hầu hết là các vùng đất Cao Câu Ly nằm dưới sự kiểm soát của Tân La. Naitō Torajirō là học giả đầu tiên đào sâu nghiên cứu danh sách này vào năm 1907, rồi tiếp nối bởi các phân tích tỉ mỉ bắt đầu từ Lee Ki-Moon vào những năm 1960.
Ví dụ, Tam quốc sử ký có chép về địa danh nay là Suwon hiện đại như sau:
買忽一云水城
Mãi hốt nhất vân thủy thành
Mãi Hốt (買忽) còn gọi là Thủy Thành (水城)

Ở đây, hai chữ 買忽 dùng để ký âm tên gọi còn hai chữ 水城 thể hiện ý nghĩa cái tên. Chúng ta có thể suy luận rằng 買 và 忽 là các từ bản địa chỉ lần lượt khái niệm 'nước' và 'thành'. Theo cách này, các học giả đã có thể rút ra tầm 80 đến 100 từ vựng. Những chữ kiểu như 買 và 忽 có vẻ được dùng để ký âm cách đọc Hán tự của dân địa phương, song chưa có đồng thuận nào về vấn đề phát âm này. Một phương án khả thi là sử dụng phiên âm tiếng Hán trung cổ trong cuốn Thiết vận (soạn năm 601), theo đó chữ 買 được phát âm là mɛ. Ngoài ra, ta cũng có thể dùng cách đọc từ Hán-Triều trong các tự điển tiếng Hàn trung thế có niên đại về thế kỷ thứ 15, theo đó phát âm 買 phải là may. Trong một số trường hợp, một từ có thể được biểu diễn bằng nhiều chữ có phát âm gần giống nhau.
| Từ bản địa | Từ bản địa         | Từ bản địa      | Nghĩa      | Tiếng Nhật cổ |
| Hán tự     | Tiếng Hán trung cổ | Tiếng Hán-Triều | Nghĩa      | Tiếng Nhật cổ |
| ---------- | ------------------ | --------------- | ---------- | ------------- |
| 密         | mit                | mil             | ba         | mi1           |
| 于次       | hju-tshijH         | wucha           | năm        | itu           |
| 難隱       | nan-ʔɨnX           | nanun           | bảy        | nana          |
| 德         | tok                | tek             | mười       | to2wo         |
| 旦         | tanH               | tan             | thung lũng | tani          |
| 頓         | twon               | twon            | thung lũng | tani          |
| 吞         | then               | thon            | thung lũng | tani          |
| 烏斯含     | ʔu-sje-hom         | wosaham         | thỏ        | usagi1        |
| 那勿       | na-mjut            | namwul          | chì        | namari        |
| 買         | mɛX                | may             | nước       | mi1(du) < *me |
| 美         | mijX               | mi              | nước       | mi1(du) < *me |
| 彌         | mjieX              | mi              | nước       | mi1(du) < *me |

## Bằng chứng khác
Nhiều tác giả coi một từ duy nhất liên quan đến Già Da có gốc gác Japonic. Alexander Vovin cho rằng nhiều từ và địa danh ở miền nam Triều Tiên, xuất hiện trong các văn liệu tiếng Hán và tiếng Hàn cổ, bắt nguồn từ gốc Japonic.

### Bách Tế
Như đã nói ở trên, nhiều tác giả tin rằng các địa danh trong Tam quốc sử ký phản ánh một thứ tiếng Bách Tế cổ. Hơn nữa, Quyển 54 trong Lương thư (635) có chứa bốn từ gốc Bách Tế, hai trong số đó dường như có thể truy gốc về Japonic:
號所治城曰固麻謂邑曰檐魯
Hiệu sở trị thành viết cố ma vị ấp viết diêm lỗ
Hiệu của thành thủ phủ là Cố Ma (固麻), [họ] gọi ấp là Diêm Lỗ (檐魯)

Ánh xạ ngữ âm ngữ nghĩa của các danh từ bên trên và so sánh với dạng Japonic, ta có:
- 固麻 kuHmæ 'sở trị thành/thành thủ phủ' so với tiếng Nhật cổ ko2m- 'đặt vào trong'
- 檐魯 yemluX 'ấp/vùng dân cư' so với tiếng Nhật cổ ya 'nhà' và maro2 'hình tròn'

### Tân La
Một số từ ngữ Tân La và Thìn Hàn được chép lại ở đoạn 30 của Ngụy chí trong Tam quốc chí (thế kỷ thứ 3) và Quyển 54 trong Lương thư (hoàn thành năm 635). Phần lớn có vẻ đúng là tiếng Triều, song vẫn có một số khớp với dạng Japonic, chẳng hạn mura (牟羅) 'vùng dân cư' so với tiếng Nhật cổ mura 'làng mạc'.
Quyển 34 của Tam quốc sử ký liệt kê các địa danh Tân La cổ và các danh ngữ Hán-Triều chuẩn hóa gồm hai ký tự theo mệnh lệnh của vua Gyeongdeok thế kỷ thứ 8. Nhiều danh ngữ trước thời điểm cải cách không có từ phái sinh tiếng Triều, mà rõ ràng là tiếng Japonic. Ví dụ, rất nhiều trong số đó có yếu tố miti (彌知), nét giống với tiếng Nhật cổ mi1ti 'đường đi'.

### Biện Hàn/Già Da
Già Da là nhà nước kế thừa liên minh Biện Hàn, có mối giao thương với đảo Nhật cho tới khi bị Tân La thôn tính vào thế kỷ thứ 6. Một từ duy nhất trong Quyển 44 của Tam quốc sử ký có lẽ là tiếng Già Da:
加羅語謂門為梁云。
Gia La ngữ vị môn vi lương vân.
Cửa trong tiếng Gia La gọi là "lương" (梁).

### Đam La
Đông di liệt truyện trong Tùy thư (656) có nhắc đến Đam Mâu La (躭牟羅), tiền thân của Đam La, tọa lạc trên đảo Jeju. Vovin cho rằng ngữ nguyên Japonic của từ này là tani mura 'khu dân cư thung lũng' hoặc tami mura 'khu dân cư của người'.
Thú vị hơn, bản làng Gamsan ở miền nam Jeju có cái tên cổ hơn là Thần Sơn (神山) 'núi thần'. Chữ thứ nhất trong cái tên này (神) không thể được đọc là gam/kam theo tiếng Hàn, song Vovin đề xuất rằng âm tiết ấy vốn có quan hệ với từ kami2 'thần' trong tiếng Nhật cổ.
Tiếng Jeju chắc chắn thuộc hệ Koreanic, nhưng sở hữu một cơ tầng từ vựng Japonic. Ví dụ, từ địa phương kwulley 'mồm' dường như liên quan với từ *kutu-i 'mồm' bên hệ Japonic.

## Liên hệ khảo cổ học
Hầu hết giới ngôn ngữ học nghiên cứu ngữ hệ Japonic tin rằng tiếng Nhật được truyền bá sang quần đảo Nhật Bản bởi nông dân trồng lúa nước trên bán đảo Triều Tiên vào thời kỳ Yayoi, khoảng 700–300 TCN. Whitman và Miyamoto liên hệ tiếng Japonic trên bán đảo Triều Tiên với văn hóa Mumun, lĩnh hội kỹ thuật nông nghiệp lúa nước ban đầu khoảng năm 1500 TCN. Ngoài lúa ra thì nhánh văn hóa Yayoi ở miền bắc Kyushu cũng tiếp thu thêm nhiều yếu tố từ văn hóa Mumun của Triều Tiên, bao gồm kiến trúc nhà cửa, đồ gốm và công cụ. Giới khảo cổ cho rằng điều này thể hiện sự hỗn dung văn hóa, luồng di cư từ bán đảo, và sự trộn lẫn quần thể tại quần đảo.
Whitman đề xuất rằng hệ Koreanic lan vào bán đảo từ miền bắc, cùng thời điểm với văn hóa dao đồng Liêu Ninh, khoảng năm 300 TCN. Vovin và James Marshall Unger cũng có ý kiến gần giống, song họ liên kết hệ Koreanic với các chiến binh cưỡi ngựa sử dụng đồ sắt tới từ Mãn Châu. Trái lại, Juha Janhunen lập luận rằng hệ Koreanic bành trướng vào Tân La từ phía đông nam, thay thế hệ Japonic ở Bách Tế và các phần còn lại của bán đảo.

## Phụ chú
1. ↑  "Có đồng thuận cho rằng, tại thời điểm nào đó trong quá khứ, một [thứ tiếng] có quan hệ với pJR [= proto-Japanese–Ryukyuan = tiếng Nhật Bản-Lưu Cầu nguyên thủy] từng được nói trên bán đảo Triều Tiên."[1]
2. ↑  "一" (Hán-Việt: nhất) nghĩa như "còn có một cái khác là"
3. ↑  "云" (Hán-Việt: vân) nghĩa như "nói, bảo, rằng" hoặc "là, nói là".
4. ↑  Có nhiều kiểu phiên âm tiếng Hán trung cổ khác. Ở đây lấy theo phiên âm của Baxter. Chữ H và X biểu thị thanh điệu.
5. ↑  Sử dụng Latinh hóa tiếng Hàn kiểu Yale.

### Công trình trích dẫn
- Beckwith, Christopher (2004), Koguryo, the Language of Japan's Continental Relatives, BRILL, ISBN 978-90-04-13949-7.
- Byington, Mark E. (2006), "Christopher I. Beckwith, Koguryo – the Language of Japan's Continental Relatives (Leiden: Brill, 2004)", Acta Koreana, 9 (1): 141–166.
- Itabashi, Yoshizo (2003), "Kōkuri no chimei kara Kōkurigo to Chōsengo/Nihongo to no shiteki kankei wo saguru" 高句麗の地名から高句麗語と朝鮮語・日本語との史的関係をさぐる [A study of the historical relationship of the Koguryo language, the Old Japanese language, and the Middle Korean language on the basis of fragmentary glosses preserved as place names in the Samguk sagi], trong Vovin, Alexander; Osada, Toshiki (biên tập), Nihongo keitoron no genzai 日本語系統論の現在 [Perspectives on the Origins of the Japanese Language] (bằng tiếng Nhật), quyển 31, Kyoto: International Center for Japanese Studies, tr. 131–185, doi:10.15055/00005276.
- Janhunen, Juha (2010), "Reconstructing the Language Map of Prehistorical Northeast Asia", Studia Orientalia, 108: 281–303.
- Lee, Ki-Moon; Ramsey, S. Robert (2011), A History of the Korean Language, Cambridge University Press, ISBN 978-1-139-49448-9.
- Lewin, Bruno (1976), "Japanese and Korean: The Problems and History of a Linguistic Comparison", The Journal of Japanese Studies, 2 (2): 389–412, doi:10.2307/132059, JSTOR 132059.
- Miyamoto, Kazuo (2016), "Archaeological Explanation for the Diffusion Theory of the Japonic and Koreanic Language" (PDF), Japanese Journal of Archeology, 4 (1): 53–75.
- Mizoguchi, Koji (2013), The Archaeology of Japan: From the Earliest Rice Farming Villages to the Rise of the State, Cambridge University Press, ISBN 978-0-521-88490-7.
- Pellard, Thomas (2005), "Koguryo, the Language of Japan's Continental Relatives: An Introduction to the Historical-Comparative Study of the Japanese-Koguryoic Languages with a Preliminary Description of Archaic Northeastern Middle Chinese By Christopher I. Beckwith", Korean Studies, 29: 167–170, doi:10.1353/ks.2006.0008.
- Serafim, Leon A. (2008), "The uses of Ryukyuan in understanding Japanese language history", trong Frellesvig, Bjarne; Whitman, John (biên tập), Proto-Japanese: Issues and Prospects, John Benjamins, tr. 79–99, ISBN 978-90-272-4809-1.
- Toh, Soo Hee (2005), "About Early Paekche language mistaken as being Koguryŏ language", Journal of Inner and East Asian Studies, 2 (2): 13–31.
- Unger, J. Marshall (2009), The role of contact in the origins of the Japanese and Korean languages, Honolulu: University of Hawaii Press, ISBN 978-0-8248-3279-7.
- Vovin, Alexander (2010), Korea-Japonica: A Re-evaluation of a Common Genetic Origin, University of Hawaii Press, ISBN 978-0-8248-3278-0, JSTOR j.ctt6wqz03.
- ——— (2013), "From Koguryo to Tamna: Slowly riding to the South with speakers of Proto-Korean", Korean Linguistics, 15 (2): 222–240, doi:10.1075/kl.15.2.03vov.
- ——— (2017), "Origins of the Japanese Language", Oxford Research Encyclopedia of Linguistics, Oxford University Press, doi:10.1093/acrefore/9780199384655.013.277, ISBN 978-0-19-938465-5.
- Whitman, John (2011), "Northeast Asian Linguistic Ecology and the Advent of Rice Agriculture in Korea and Japan", Rice, 4 (3–4): 149–158, doi:10.1007/s12284-011-9080-0.
- ——— (2012), "The relationship between Japanese and Korean" (PDF), trong Tranter, Nicolas (biên tập), The Languages of Japan and Korea, Routledge, tr. 24–38, ISBN 978-0-415-46287-7.
- ——— (2013), "A History of the Korean Language, by Ki-Moon Lee and Robert Ramsey", Korean Linguistics, 15 (2): 246–260, doi:10.1075/kl.15.2.05whi.